# HexChat
HexChat är en nedlagd IRC-klient för GNU/Linux, BSD, Microsoft Windows och OS X, och är helt fri att använda på dessa system. Detta till skillnad mot XChat där versionen för Windows enbart är fri i 30 dagar. Licensen är GPL-2.0-or-later. HexChat är baserad på XChat-WDK som i sin tur var baserad på XChat.
Stödet för OS X ska, att döma av information från hemsidan, ha sina brister.
Utveckling av projektet upphörde tidigt 2024.